# Toba-Katastrophentheorie
Koordinaten: 2° 36′ N, 98° 49′ O

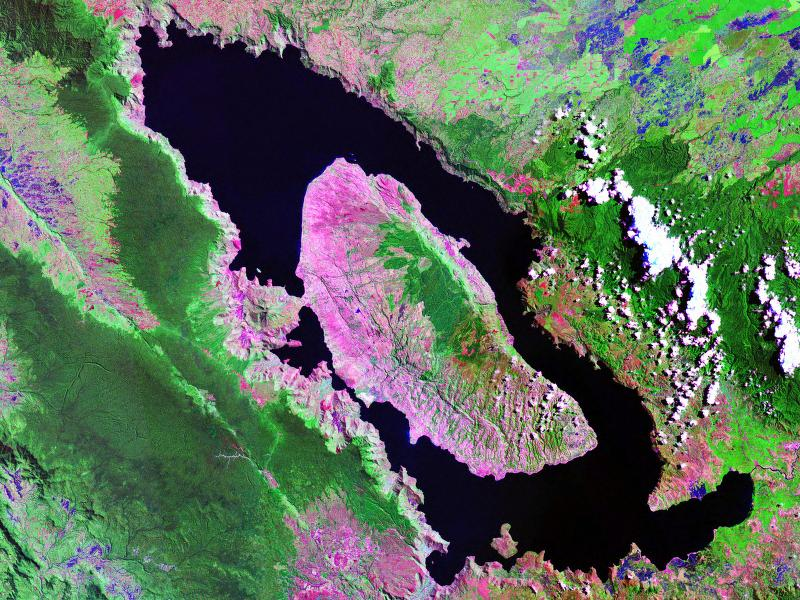
Falschfarben-Satellitenaufnahme des Tobasees, der 100 km langen und 30 km breiten Caldera eines Supervulkans

Gemäß der Toba-Katastrophentheorie wurde die Ausbreitung des Menschen durch den gewaltigen Vulkanausbruch des Toba (Sumatra), der vor 73.880 ± 320 cal BP Jahren stattfand, stark beeinflusst. Die Theorie wurde 1998 von Stanley H. Ambrose vorgeschlagen und liefert eine mögliche Erklärung für einen „genetischen Flaschenhals“ beim Menschen, der sich als Folge des Vulkanausbruchs ergeben haben könnte.

## Hintergrund
Die massive Eruption (Kategorie 8 auf dem Vulkanexplosivitätsindex) führte in den ihr folgenden Jahren zu einem erheblichen Rückgang der weltweiten Durchschnittstemperatur um 3 bis 5 Kelvin, verursacht durch große Mengen an Schwefelgasen und feinster Asche, die bis in Höhen von 27–37 km gelangt waren und sich dort weltweit verteilten. Laut einer 2009 publizierten Modellrechnung könnte es möglicherweise in einzelnen Regionen kurzzeitig sogar zu einem noch größeren Temperaturrückgang gekommen sein. Die aus diesen Daten abgeleitete Hypothese einer kurzen globalen Kaltzeit wird durch die Datierung der letzten Kaltzeit (in Süddeutschland Würmkaltzeit und in Norddeutschland Weichsel-Kaltzeit genannt) gestützt.

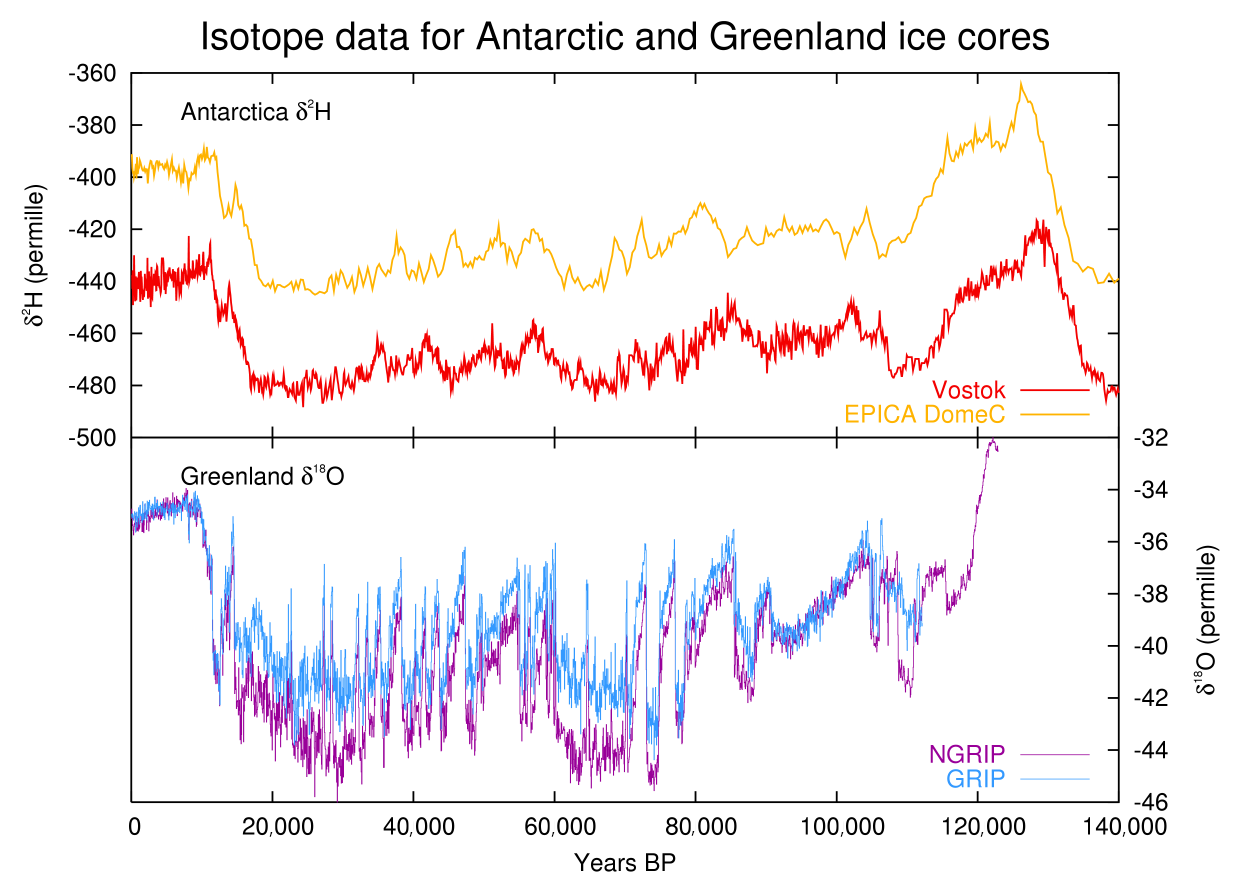
Die letzte Kaltzeit, dargestellt in den Eisbohrkerndaten aus der Antarktis und Grönland

Zu dieser Hypothese passen zudem die Analysen von grönländischen Eisbohrkernen, die im Rahmen des Greenland Ice Core Project und des Greenland Ice Sheet Project gewonnen wurden und vor etwa 71.000 Jahren eine massive Störung im Eisaufbau zeigen. Vergleichbare Störungen wurden jedoch im antarktischen Eis nicht beobachtet. Kritiker weisen zudem darauf hin, dass der Toba-Vulkanausbruch nicht genug Schwefel in die Atmosphäre einbrachte, um eine längerfristige globale Abkühlung zu verursachen.
Die Theorie von Stanley Ambrose besagt, dass infolge der Eruption und der anschließenden Klimaveränderungen die damaligen Populationen der Gattung Homo stark reduziert wurden.

## Die Theorie
Die Toba-Katastrophentheorie erhebt den Anspruch, eine Erklärung für die enge genetische Verwandtschaft der gesamten heutigen Menschheit zu liefern: Berechnungen zur Mutationsrate des menschlichen Genoms (siehe Mitochondriale Eva und insbesondere Adam des Y-Chromosoms) haben ergeben, dass es ungefähr zur Zeit der Toba-Explosion einen sogenannten genetischen Flaschenhals beim Menschen gegeben haben könnte, also eine Verkleinerung der damals in Afrika lebenden Homo-sapiens-Population auf wenige tausend Individuen. Allerdings konnten diese genetischen Berechnungen bisher nicht durch archäologische oder paläoanthropologische Funde gestützt werden. Auch sind direkte Auswirkungen der Toba-Eruption auf andere afrikanische Tier- und Pflanzenspezies oder auf andere damals lebende Homo-Spezies bisher unbekannt.
Die Theorie erhebt außerdem den Anspruch, eine ökologische Erklärung für die durch zahlreiche Fossilfunde gut abgesicherte Out-of-Africa-Theorie zu liefern. Asien und Europa seien erst kurz nach dem Toba-Ausbruch erfolgreich vom anatomisch modernen Menschen (Homo sapiens) besiedelt worden, die zuvor in Asien und Europa bereits ansässigen Arten der Gattung Homo (in Europa Homo neanderthalensis, in Asien Homo erectus und Homo floresiensis) dagegen gemäß der Toba-Katastrophentheorie daraufhin binnen weniger tausend Jahre ausgestorben, da sich Homo sapiens als einzige Art als Reaktion auf den Klimawandel gewisse Anpassungsstrategien angeeignet habe, durch die er plötzlich den anderen Arten überlegen war.

## Kritik
Die Toba-Katastrophentheorie ist unter Paläoanthropologen umstritten, denn vor allem die seit 2003 in Südindien bei Jwalapuram, im Tal des Jurreru-Flusses, geborgenen Steinwerkzeuge legen eine kontinuierliche Siedlungsgeschichte für diese Region nahe. Diese Steinwerkzeuge wurden unmittelbar unter und unmittelbar über den Toba-Tuffschichten entdeckt und belegen eine Kontinuität in Aussehen und Herstellungstechnik, denn sie ähneln weniger den in Levalloistechnik hergestellten Steinwerkzeugen von anderen asiatischen Fundplätzen (die in Asien von Homo erectus und in Europa vom Neandertaler stammen); sie weisen vielmehr eine Ähnlichkeit mit den vom afrikanischen Homo sapiens bekannten Steinwerkzeugen dieser Epoche auf. Die Zuordnung dieser Funde zu Homo sapiens wurde 2013 unter Verweis auf genetische und archäologische Befunde zwar infrage gestellt, Steingerät aus einer zweiten Fundstelle im Norden Indiens wurden im Jahr 2020 jedoch als Bestätigung der kontinuierlichen Besiedelung der Region durch Homo sapiens bewertet. Auch Ausgrabungen an anderen indischen Fundstellen bestätigten die Kontinuität der Besiedlung Indiens.
„Wenn aber Gruppen der Gattung Homo im relativ nahen Indien die Toba-Katastrophe überlebten, warum sollte sie dann im weit entfernten Afrika in die Nähe des Aussterbens gekommen sein?“, wurde bereits im Jahr 2010 in der Fachzeitschrift Science gefragt. Auch die im Jahr 2003 auf der nahen Insel Flores entdeckten Fossilien von Homo floresiensis und im Soa-Becken aufgefundene Steinwerkzeuge werden als Beleg für eine kontinuierliche Siedlungsgeschichte von Gruppen der Gattung Homo auf Flores interpretiert. Eine detaillierte Analyse der Sedimente im 7000 Kilometer westlich von Toba gelegenen Malawisee ergab gleichfalls keine Hinweise auf dramatische Änderungen der Temperatur oder der Zusammensetzung der Algenarten unterhalb und oberhalb der auch in Ostafrika nachweisbaren Ascheschichten; die Toba-Eruption könne daher nicht als Ursache für einen „genetischen Flaschenhals“ in Ostafrika angesehen werden.
Eine weitere Möglichkeit, die Auswirkungen der Toba-Eruption auf die in Afrika lebenden Populationen des Homo sapiens zu untersuchen, boten die sicher rekonstruierbaren Hinterlassenschaften der Pinnacle-Point-Menschen und die Schichtenfolgen einer rund neun Kilometer von ihnen entfernten Grabungsstätte bei der Gemeinde Vleesbaai in Südafrika. An beiden Orten konnte laut einer 2018 in Nature publizierten Studie pyroklastisches Sediment identifiziert werden, dessen chemische Eigenschaften mit gleich alten Proben aus Malaysia und vom Malawisee übereinstimmen und das daher der Toba-Eruption zuzuordnen ist. Die Forscher fanden beim Vergleichen der Schichten unmittelbar oberhalb der Toba-Spuren mit denen unmittelbar unterhalb der Toba-Spuren keine Hinweise auf eine Unterbrechung der Nutzung beider Grabungsstellen. Im Gegenteil, die Hinweise auf eine Besiedelung durch Homo sapiens haben sich den Forschern zufolge kurz nach der Toba-Eruption sogar vermehrt: „Wir fanden keinen Beleg dafür, dass der Toba-Ausbruch das tägliche Leben der Menschen auch nur irgendwie beeinflusst hätte.“
Auch Modellrechnungen aus dem Jahr 2021 ergaben, dass es in Afrika und Indien weniger ausgeprägte Klimaveränderungen gab als beispielsweise in Amerika und in anderen Regionen Südostasiens.

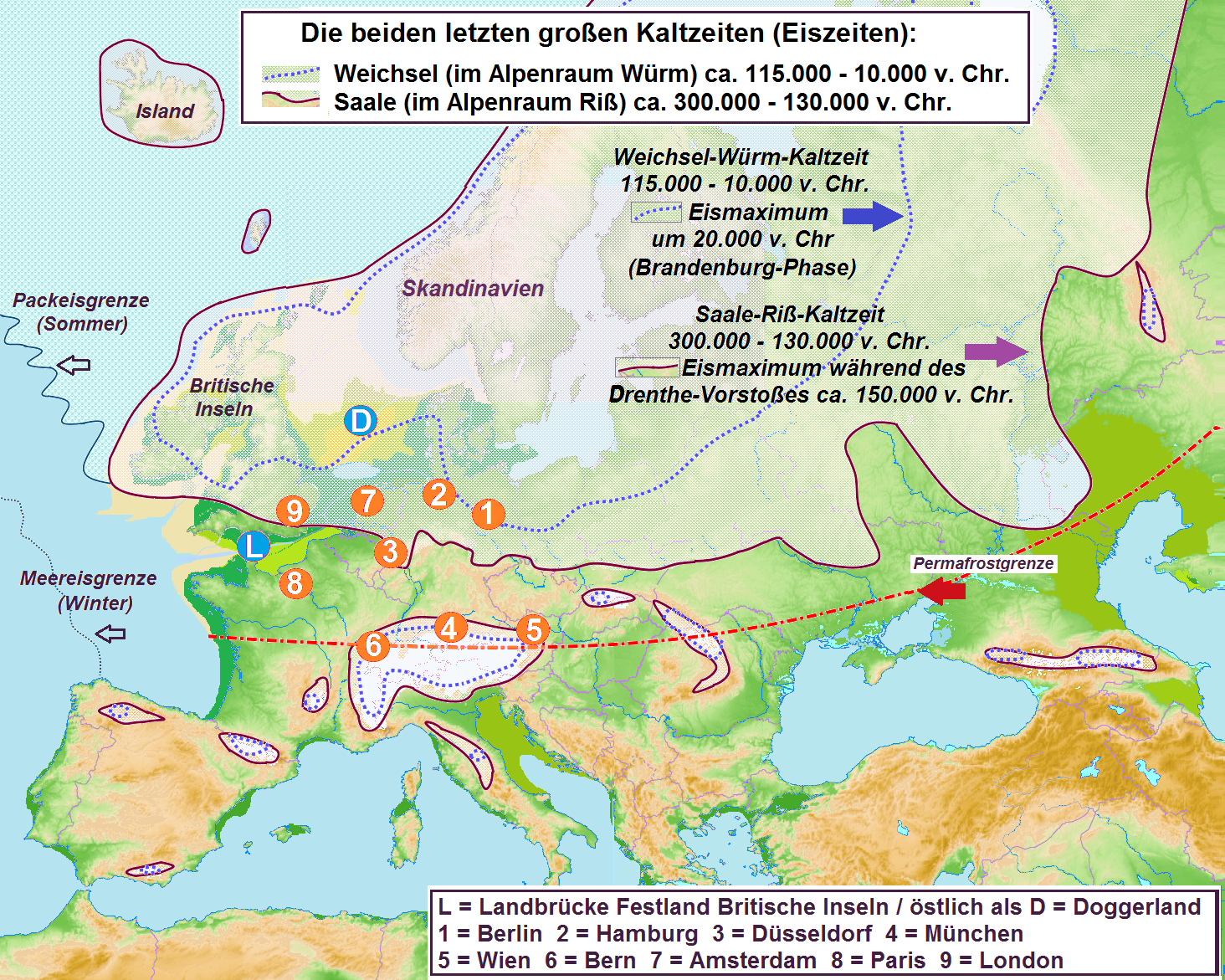
Europa: die mächtigeren Vereisungen der vorletzten Kaltzeit im Vergleich zu denen der letzten Kaltzeit.

Als mögliche Ursache für den „genetischen Flaschenhals“ kommt nach Auffassung einiger Forscher nicht die letzte, sondern vielmehr die vorletzte Kaltzeit infrage, die vor 195.000 Jahren begann und vor ungefähr 123.000 Jahren endete. Sie wird als geologisches Stadium Sauerstoff-Isotopenstufe 6 (MIS 6) bezeichnet. „Lebten vorher wohl stets über 10.000 Erwachsene im fortpflanzungsfähigen Alter, so dürften es nun kaum noch einige hundert gewesen sein. […] Der Kontinent wies zu jener Zeit nur wenige Gegenden auf, die für Jäger und Sammler genügend Ressourcen bereithielten.“ Diese Kaltzeit entspricht in Nordeuropa einem Teil des Saale-Komplexes, im Alpenraum der Riß-Kaltzeit.